# Odore Joseph Gendron
Odore Joseph Gendron (* 13. September 1921 in Manchester, New Hampshire; † 16. Oktober 2020 ebenda) war ein US-amerikanischer Geistlicher und römisch-katholischer Bischof von Manchester.

## Leben
Odore Joseph Gendron trat in das Karl Borromäus–Priesterseminar in Sherbrooke, Québec, und studierte von 1942 bis 1947 Philosophie und Theologie im Paulus-Seminar in Ottawa, Ontario. Er empfing am 31. Mai 1947 in seiner Heimatstadt Manchester die Priesterweihe. Er war in der Seelsorge in Berlin, Lebanon und Nashua tätig. Von 1965 bis 1967 war er Pfarrer in Pittsfield und bis 1972 in Manchester. 1970 wurde er zum Päpstlichen Ehrenkaplan ernannt. 1974 wurde er Bischofsvikar für den Klerus.
Papst Paul VI. ernannte ihn am 12. Dezember 1974 zum Bischof von Manchester. Der Altbischof von Manchester Ernest John Primeau weihte ihn am 3. Februar des nächsten Jahres zum Bischof; Mitkonsekratoren waren Edward Cornelius O’Leary, Bischof von Portland, und Timothy Joseph Harrington, Weihbischof in Worcester. Er gründete das Magdalen College of the Liberal Arts und das Thomas More College of Liberal Arts. Er war Ehrenpräsident des Notre Dame College in Manchester.
Am 12. Juni 1990 nahm Papst Johannes Paul II. sein altersbedingtes Rücktrittsgesuch an.